# Moussy-le-Vieux
Moussy-le-Vieux – miejscowość i gmina we Francji, w regionie Île-de-France, w departamencie Sekwana i Marna.
Według danych na rok 1990 gminę zamieszkiwało 836 osób, a gęstość zaludnienia wynosiła 116 osób/km² (wśród 1287 gmin regionu Île-de-France Moussy-le-Vieux plasuje się na 668. miejscu pod względem liczby ludności, natomiast pod względem powierzchni na miejscu 537.).